# Марьяма Соу
Марьяма Соу (порт. Mariama Sow, 19 травня 2000) — бразильська плавчиня.
Учасниця Олімпійських Ігор 2016 року.